# Михайлов Юрій (радянський хокеїст)
Юрій Михайлов (нар. 1937, 1938 або 1939, Москва, СРСР) — радянський хокеїст, захисник.

## Спортивна кар'єра
В чемпіонаті СРСР провів по одному сезону в клубах «Крила Рад» (Москва), «Даугава» (Рига), «Динамо» (Київ). У вищій лізі — 54 матчі, у першій — 38.

## Статистика
| Сезон   | Клуб                 | Ліга | І  | Г | П | О | ШХ |
| ------- | -------------------- | ---- | -- | - | - | - | -- |
| 1961-62 | «Крила Рад» (Москва) | Д-1  | 28 | 3 | 0 | 3 | 12 |
| 1962-63 | «Даугава» (Рига)     | Д-1  | 26 | 1 | 2 | 3 | 22 |
| 1963-64 | «Динамо» (Київ)      | Д-2  | 38 | 3 | 1 | 4 |    |